# Dortmunder Gildenbrauerei
Die Gildenbrauerei AG war eine Brauerei in Dortmund.

## Geschichte
Die Brauerei wurde 1874 durch die Brüder Ross außerhalb der historischen Wallanlagen der Stadt Dortmund gegründet. Die Braustätte der Gildenbrauerei lag im Kreuzviertel in unmittelbarer Nähe der heutigen Bundesstraße 1. Die Brauerei Ross & Co. wurde, um weiteres Kapital zu beschaffen, 1899 in eine Aktiengesellschaft umgewandelt und agierte von da an unter dem Namen Gildenbrau AG. Das Gründungskapital betrug 1,5 Millionen Mark. Die Gildenbrauerei erzeugte zu dieser Zeit bis zu 75.000 Hektoliter Bier jährlich.
Die starke Konkurrenz unter den Brauereien in Dortmund und der Erste Weltkrieg führten zu Absatzproblemen bei der Gildenbrauerei. 1917 übernahm die Dortmunder Union-Brauerei den lokalen Konkurrenten und die Braustätte wurde stillgelegt.
Heute befindet sich auf dem Gelände der ehemaligen Gildenbrauerei eine Wohnbebauung. Die Fundamente der Kellerei werden heute für eine Tiefgarage genutzt. Die Kleingartenanlage Gildenpark und die Straßennamen Gerstenstraße, Hopfenstraße und Malzstraße erinnern an den ehemaligen Brauereistandort.
Koordinaten: 51° 30′ 2,2″ N, 7° 27′ 25,8″ O